# Bataille de Chalchuapa
La bataille de Chalchuapa est livrée les 1er et 2 avril 1885 au Salvador, lors de la guerre qui oppose ce pays au Guatemala en 1885.

## Déroulement
Le 28 février 1885 le président du Guatemala, Justo Rufino Barrios, proclame unilatéralement l'union des pays d'Amérique centrale, union aussitôt rejetée par le Salvador, le Nicaragua et le Costa Rica. Ne pouvant réaliser son projet par la voie diplomatique, Barrios tente de l'imposer par la force.
Le 10 mars, il commence la mobilisation de son armée et à la fin du mois ses forces, dont il assure le commandement, pénètrent au Salvador. Le 29, la position fortifiée d'El Coco est emportée. Les troupes salvadoriennes se replient en bon ordre et se retranchent à Chalchuapa, à cinquante kilomètres environ de la capitale, San Salvador. Le 1er avril, la bataille s'engage avec des duels d'artillerie qui durent toute la journée. Le lendemain, Barrios ordonne l'assaut général, auquel il participe lui-même à la tête de ses troupes, mais lors de l'attaque il est tué par les tirs adverses. Sa mort provoque la panique de ses soldats qui refluent en emportant son corps. Avec son décès, son projet d'union disparait et les troupes guatémaltèques admettant leur défaite regagnent leur pays.

## Sources
- (en) Robert L. Scheina, Latin America's wars, vol. 1 : The age of the Caudillo, 1971-1899, Washington, D.C, Brassey's, Inc, 2003, 569 p. (ISBN 978-1-574-88450-0 et 978-1-574-88449-4)
- (es) Article sur la campagne et la bataille avec une carte des opérations